# Џон Макенро
Џон Патрик Макенро Млађи (енгл. John Patrick McEnroe, Jr.; рођен 16. фебруара 1959) је бивши амерички професионални тенисер, који је 3. марта 1980. од Бјерна Борга преузео прво место на АТП листи. Освојио је седам гренд слем титула у синглу – трипут Вимблдон и четири пута Отворено првенство Сједињених Држава – девет у мушком дублу и једну у мешовитом дублу.
Макенро је био препознатљив по одличној игри на мрежи и израђеном волеј-ударцу. Познат је по ривалству с тенисерима Бјерном Боргом, Џимијем Конорсом и Иваном Лендлом; свађама и критикама упућеним судијама и тениским челницима; и по својој фрази „Је л' ви то мене завитлавате!" (енгл. "You cannot be serious!") коју је упућивао главном судији током Вимблдона 1981. Године 1999. примљен је у тениску Кућу славних.

## Стил игре
Највећа предност Џона Макенроа били су његови сервиси и волеји. Такође је познат по сервисима са пуно ротације. Захваљујући брзим рефлексима, Мекинро је могао да врати готово сваки сервис противника. Игра му је била брза и нападачка. Кад год је имао прилику излазио је на мрежу. Варијација и брзина његове игре омогућавале су му да победи противника који је много јачи од њега на психолошком плану. Али, Макенро је брзо постао познат по темпераменту и тешком подношењу пораза. Често се жалио на судијске одлуке и свађао с главним судијама. Једна од његових најпопуларнијих фраза је „Је л' ви то мене завитлавате?" (енгл. "You cannot be serious!"), коју је често изговарао током Вимблдона 1981.

## Приватни живот
Макенро се оженио са глумицом Тејтум О’Нил, ћерком глумца Рајана О’Нила. Заједно имају троје деце: Кевина (рођеног 1986), Шона (рођеног 1987) и Емили (рођене 1991). Одвојено живе од децембра 1992, а разведени су 1994. Макенро добија старатељство над децом 1998. године, услед глумичиних проблема са дрогом.
Макенро се 1997. године оженио рок певачицом Пати Смит са којом има две кћери, Ану и Аву.
Јануара 2024. је изјавио да сматра да је Новак Ђоковић најбољи тенисер свих времена.

## Гренд слем финала

### Сингл (11)

#### Победе (7)
| Година | Турнир                     | Противник у финалу | Резултат у финалу       |
| 1979   | Отворено првенство САД     | Витас Герулајтис   | 7–5, 6–3, 6–3           |
| 1980   | Отворено првенство САД (2) | Бјерн Борг         | 7–6, 6–1, 6–7, 5–7, 6–4 |
| 1981   | Вимблдон                   | Бјерн Борг         | 4–6, 7–6, 7–6, 6–4      |
| 1981   | Отворено првенство САД (3) | Бјерн Борг         | 4–6, 6–2, 6–4, 6–3      |
| 1983   | Вимблдон (2)               | Крис Луис          | 6–2, 6–2, 6–2           |
| 1984   | Вимблдон (3)               | Џими Конорс        | 6–1, 6–1, 6–2           |
| 1984   | Отворено првенство САД (4) | Иван Лендл         | 6–3, 6–4, 6–1           |

##### Порази (4)
| Година | Турнир                       | Противник у финалу | Резултат у финалу       |
| 1980   | Вимблдон                     | Бјерн Борг         | 1–6, 7–5, 6–3, 6–7, 8–6 |
| 1982   | Вимблдон (2)                 | Џими Конорс        | 3–6, 6–3, 6–7, 7–6, 6–4 |
| 1984   | Отворено првенство Француске | Иван Лендл         | 3–6, 2–6, 6–4, 7–5, 7–5 |
| 1985   | Отворено првенство САД       | Иван Лендл         | 7–6, 6–3, 6–4           |

#### Мушки дубл (12)

##### Победе (9)
| Година | Турнир                     | Партнер       | Противници у финалу            | Резултат у финалу         |
| 1979.  | Вимблдон                   | Питер Флеминг | Брајан Готфрид Раул Рамирез    | 4–6, 6–4, 6–2, 6–2        |
| 1979   | Отворено првенство САД     | Питер Флеминг | Роберт Лац Стен Смит           | 6–2, 6–4                  |
| 1981.  | Вимблдон (2)               | Питер Флеминг | Роберт Лац Стен Смит           | 6–4, 6–4, 6–4             |
| 1981   | Отворено првенство САД (2) | Питер Флеминг | Хајнц Гунтхарт Питер Макнамара | Предат меч                |
| 1983.  | Вимблдон (3)               | Питер Флеминг | Тим Гуликсон Том Гуликсон      | 6–4, 6–3, 6–4             |
| 1983   | Отворено првенство САД (3) | Питер Флеминг | Фриц Буенинг Ван Виницки       | 6–3, 6–4, 6–2             |
| 1984.  | Вимблдон (4)               | Питер Флеминг | Пет Кеш Пол Макнејми           | 6–2, 5–7, 6–2, 3–6, 6–3   |
| 1989.  | Отворено првенство САД (4) | Марк Вудфорд  | Кен Флеч Роберт Сегусо         | 6–4, 4–6, 6–3, 6–3        |
| 1992.  | Вимблдон (5)               | Михаел Штих   | Џим Греб Ричи Ренеберг         | 5–7, 7–6, 3–6, 7–6, 19-17 |

##### Порази (3)
| Година | Турнир                 | Партнер       | Противници у финалу          | Резултат у финалу       |
| 1978.  | Вимблдон               | Питер Флеминг | Боб Хјуит Фрај Макмилан      | 6–1, 6–4, 6–2           |
| 1980.  | Отворено првенство САД | Питер Флеминг | Роберт Лац Стен Смит         | 7–6, 3–6, 6–1, 3–6, 6–3 |
| 1982.  | Вимблдон (2)           | Питер Флеминг | Питер Макнамара Пол Мекнејми | 6–3, 6–2                |

#### Мешовити дубл (1)

##### Победа (1)
| Година | Турнир                       | Партнер     | Противници у финалу        | Резултат у финалу |
| 1977.  | Отворено првенство Француске | Мери Кариљо | Флоренса Михаи Иван Молина | 7–6, 6–3          |

## Гренд слем резултати у синглу
| Турнир                        | 1977. | 1978. | 1979. | 1980. | 1981. | 1982. | 1983. | 1984. | 1985. | 1986. | 1987. | 1988. | 1989. | 1990. | 1991. | 1992. | СР у каријери | Победе-порази |
| ----------------------------- | ----- | ----- | ----- | ----- | ----- | ----- | ----- | ----- | ----- | ----- | ----- | ----- | ----- | ----- | ----- | ----- | ------------- | ------------- |
| Отворено првенство Аустралије | Н     | Н     | Н     | Н     | Н     | Н     | ПФ    | Н     | ЧФ    | НО    | Н     | Н     | ЧФ    | 4Р    | Н     | ЧФ    | 0 / 5         | 18-5          |
| Отворено првенство Француске  | 2Р    | Н     | Н     | 3Р    | ЧФ    | Н     | ЧФ    | Ф     | ПФ    | Н     | 1Р    | 4Р    | Н     | Н     | 1Р    | 1Р    | 0 / 10        | 25-10         |
| Вимблдон                      | ПФ    | 1Р    | 4Р    | Ф     | П     | Ф     | П     | П     | ЧФ    | Н     | Н     | 2Р    | ПФ    | 1Р    | 4Р    | ПФ    | 3 / 14        | 58-11         |
| Отворено првенство САД        | 4Р    | ПФ    | П     | П     | П     | ПФ    | 4Р    | П     | Ф     | 1Р    | ЧФ    | 2Р    | 2Р    | ПФ    | 3Р    | 4Р    | 4 / 16        | 66-12         |

НО = турнир није одржан.
Н = није учествовао на турниру.
СР = колико је турнира освојио од оних на којима је учествовао.

## Видео
- The Wimbledon Collection – Legends of Wimbledon – John McEnroe Standing Room Only, DVD Release Date: September 21, 2004, Run Time: 52 minutes, The Wimbledon Collection - Legends of Wimbledon - John McEnroe. 21. 9. 2004. ASIN B0002HOD9U.
- The Wimbledon Collection – The Classic Match – Borg vs. McEnroe 1981 Final Standing Room Only, DVD Release Date: September 21, 2004, Run Time: 210 minutes, The Wimbledon Collection - the Classic Match - Borg vs. McEnroe 1981 Final. 21. 9. 2004. ASIN B0002HODAE.
- The Wimbledon Collection – The Classic Match – Borg vs. McEnroe 1980 Final Standing Room Only, DVD Release Date: September 21, 2004, Run Time: 240 minutes; The Wimbledon Collection - the Classic Match - Borg vs. McEnroe 1980 Final. 21. 9. 2004. ASIN B0002HOEK8.
- Charlie Rose with John McEnroe (February 4, 1999) Charlie Rose, DVD Release Date: September 18, 2006, Charlie Rose. 6. 4. 2010. ASIN B000IU3342.